# Metahistory
Metahistory. The Historical Imagination In Nineteenth-Century Europe (wyd. 1973) - głośna praca amerykańskiego historyka historiografii Haydena White'a. White odwołując się do licznych prac z retoryki, literaturoznawstwa i  teorii dziejopisarstwa opisuje w niej cztery podstawowe schematy fabularne obecne w pracach znanych europejskich historyków  XIX w. (Jules'a Micheleta, Leopolda von Ranke, Alexisa de Tocqueville i Jacoba Burckhardta): 
- schemat epicki (Romance),
- schemat satyry (Satire).
- schemat komedii (Comedy),
- schemat tragedii (Tragedy),

## Schemat epicki
Opowieść epicka to opowieść o samopoznaniu (self-identification) bohatera w 
świecie, który dostarcza mu doświadczeń potrzebnych do obudzenia jego 
samoświadomości. Wzorcem dla tego typu narracji są opowieści bohaterskie mówiące o 
triumfie dobra nad złem; człowieka nad światem.

## Schemat satyry
W ujęciu satyrycznym wychodzi się od podobnego obrazu świata: bohater zmaga 
się ze  światem, by poprzez zwycięstwo zapanować nad nim i nad sobą. Powyższy 
schemat ulega jednak niespodziewanemu odwróceniu. To nie człowiek okazuje się 
panem  świata, lecz  świat panuje nad człowiekiem, niezdolnym do samorealizacji i 
wyzwolenia od tego, co wiąże go w świecie. Wymowa satyry może zbliżać ją do komedii 
bądź tragedii.

## Schemat komedii
Schemat komedii zakłada możliwość rozejmu między człowiekiem a  światem 
poprzez pogodzenie tego, co naturalne z  tym, co kulturowe, oraz między ludźmi jako 
reprezentantami różnych wartości i różnych zbiorowości. Bohater komediowy przegrywa 
w walce ze światem i jego prawami, nie osiąga też prawdziwej wiedzy o świecie ani o 
sobie, osiąga natomiast zgodę ze sobą i  światem, w tym zgodę na własną słabość i 
ignorancję. Komedia mówi o niemożliwości zrozumienia złożoności świata, lecz także o 
możliwości pogodzenia wszelkich sprzeczności.

## Schemat tragedii
W schemacie tragedii, chociaż również możliwy jest chwilowy przynajmniej stan harmonii między człowiekiem a jego  światem, nie wypływa on jednak z rozejmu, jaki zawiera człowiek ze  światem, gdy akceptuje własną słabość i nieadekwatność (jak w schemacie komedii), lecz ze zrozumienia praw rządzących światem. Zrozumienie, które umożliwia bohaterowi samookreślenie w  świecie (w tym punkcie schemat tragiczny spotyka się ze schematem epickim), jest jednak okupione cierpieniem. Bohater epicki nie pragnie wiedzy, lecz walki, nieoczekiwanym zwieńczeniem walki jest samopoznanie. Natomiast bohater tragiczny nie pragnie walki, lecz pragnie wiedzy; osiąga poznanie świata i samopoznanie, lecz musi okupić je walką i cierpieniem. Tragedia przekazuje prawdę o niemożności pogodzenia sprzecznych wartości i zwalczających się sił. Ujawnia też możliwość zrozumienia praw, które rządzą powstawaniem i narastaniem sprzeczności.